# 酒田市立酒田中央高等学校
酒田市立酒田中央高等学校（さかたしりつ さかたちゅうおうこうとうがっこう、Sakata City Sakata Chuo High School）は、山形県酒田市北千日堂前字松境にあった市立高等学校。
2012年（平成24年）3月に閉校し、山形県立酒田光陵高等学校に統合された。閉校後の校舎はそのまま酒田光陵高等学校の校舎として使用されている。

## 概要
歴史
1940年（昭和15年）創立の「酒田市立酒田実科高等女学校」を前身とする。1948年（昭和23年）の学制改革により新制高等学校となった。現校名になったのは1966年（昭和41年）。2010年（平成22年）に創立70周年を迎えた。2012年（平成24年）3月に酒田市内の公立高校統合再編により閉校し、71年の歴史に幕を下ろした。
設置課程・学科
全日制課程 2学科
- 普通科
- 情報ビジネス科（商業に関する学科）

校章
デザインは前身の実科高等女学校のものを継承し、「白い桜の花弁に輪郭をウグイス色の松葉で縁をとり、中央の淡い青色の円内に銀色で校名の「高」の文字を配している。
校歌
1950年（昭和25年）11月に制定。歌詞は当時の校長鈴木敬治による原案をもとに、職員の意見をとりいれて学校作詞とし、作曲は宮原禎次によるもの。歌詞は3番まであり、校名は歌詞中に登場しない。

## 沿革
高等女学校時代
- 1940年（昭和15年）4月10日 - 「酒田市立酒田実科高等女学校」の設置が認可される。定員を100名、修業年限を2年とする。
- 1943年（昭和18年）4月1日  - 中等学校令の施行により、「酒田琢成[1]高等女学校」と改称。修業年限を4年とする。
- 1946年（昭和21年）4月1日 -  修業年限が5年（現在の中1から高2に相当）となる。
- 1947年（昭和22年）4月1日 - 学制改革（六・三制の実施）が行われる。
  - 生徒募集を停止。
  - 新制中学校を併設し（以下・併設中学校）、高等女学校1・2年修了者を新制中学校2・3年生として収容。
  - 併設中学校は経過措置としてあくまで暫定的に設置されたため、新たに生徒募集は行われず、在校生が2・3年生のみの中学校であった。
  - 高等女学校3・4年修了者はそのまま在籍し4・5年生となった（4年修了時点で卒業することもできた）。

新制高等学校
- 1948年（昭和23年）4月 - 学制改革（六・三・三制の実施）により、新制高等学校「山形県酒田市立高等学校」（女子校）が発足。
  - 通常制普通課程（現・全日制課程普通科）を設置し、修業年限を3年とする。
  - 高等女学校卒業者（5年修了者）を新制高校3年生、高等女学校4年修了者を新制高校2年生、併設中学校卒業者（3年修了者）を新制高校1年生として収容。
  - 併設中学校を継承し、在校生が1946年（昭和21年）に高等女学校へ最後に入学した3年生のみとなる。
- 1949年（昭和24年）3月31日 - 併設中学校を廃止。
- 1950年（昭和25年）11月  -  校歌を制定。
- 1951年（昭和26年）3月 - 生徒会誌「漁火」（いさりび）を創刊。
- 1952年（昭和27年）10月 - 体操部が第7回国民体育大会に出場。
- 1954年（昭和29年）5月 - 生徒会新聞を創刊。
- 1958年（昭和33年）6月 - オーケストラを編成。
- 1965年（昭和40年）12月 - 体育館が完成。
- 1966年（昭和41年）4月1日 - 「酒田市立酒田中央高等学校」（現校名）と改称。
- 1968年（昭和43年）9月 - 前庭舗装・噴水等が完成。第1回定期演奏会を開催。
- 1976年（昭和51年）10月 - 酒田大火により職員2名と生徒12名が被災。
- 1978年（昭和53年）3月 - 雛人形が寄贈される。
- 1979年（昭和54年）9月 - テニスコート・弓道場が完成。
- 1987年（昭和62年）7月 - 中央高校会館が完成。
- 1990年（平成2年）10月 - 制服を改定。
- 1994年（平成6年）
  - 2月 - 情報棟が完成。
  - 4月1日 - 情報ビジネス科（男女共学）を設置。
- 2001年（平成13年）4月1日 - 普通科でも男女共学を開始。
- 2003年（平成15年）4月1日 - 普通科において総合選択制を導入。
- 2010年（平成22年）4月1日 - 2年後の酒田光陵高等学校開校に備え、制服を改定。統合相手校すべての制服が統一される。
- 2012年（平成24年）3月31日 - 酒田市内の公立高等学校統合により閉校。
  - 山形県立酒田商業高等学校、山形県立酒田工業高等学校、山形県立酒田北高等学校の3校と統合され、山形県立酒田光陵高等学校が新設される。
  - 閉校後の酒田中央高等学校の校地が引き続き酒田光陵高等学校の校地として使用される。
  - 1・2年修了者は酒田光陵高等学校に転学し普通科の2・3年生となる。

## 部活動
- 運動部
  - バレーボール、バスケットボール、テニス、体操、剣道、卓球、陸上競技、ボート、ソフトテニス、ソフトボール、弓道、サッカー
- 文化部
  - 文芸、書道、茶道、音楽、演劇、美術、写真、PC、英会話、家庭

## 著名な出身者
- 島影せい子 - バレーボール選手。ミュンヘンオリンピック銀メダリスト。プロゴルファー。
- 渋谷多喜 - 元女子体操競技選手。1966年世界体操競技選手権ドルトムント大会銅メダリスト。